# Odznaczeni Orderem Orła Białego (III Rzeczpospolita)
Lista osób odznaczonych Orderem Orła Białego w okresie III Rzeczypospolitej – obejmuje damy i kawalerów Orderu Orła Białego, którym został on przyznany na mocy postanowienia Prezydenta Rzeczypospolitej Polskiej w okresie III RP. Każdy Prezydent RP jest z urzędu również kawalerem tego orderu.
Order Orła Białego, ustanowiony w 1705 i odnowiony przez Sejm Rzeczypospolitej Polskiej w 1921, jest najwyższym orderem Rzeczypospolitej Polskiej. W okresie PRL nie był przyznawany, nie przewidywała go ówczesna ustawa o orderach i odznaczeniach. Order Orła Białego został przywrócony na mocy nowej ustawy obowiązującej od 23 grudnia 1992. Order ten nadaje w formie ogłaszanego w Monitorze Polskim postanowienia Prezydent RP, który z tytułu wyboru na ten urząd staje się kawalerem i Wielkim Mistrzem Orderu Orła Białego oraz przewodniczącym jego kapituły. Może być przyznawany obywatelom polskim oraz cudzoziemcom za zasługi położone dla RP lub jej obywateli, jak również stosownie do zwyczajów międzynarodowych. Może zostać nadany również pośmiertnie. Jak stanowi art. 10 ust. 2 obowiązującej ustawy o orderach i odznaczeniach, Order Orła Białego nadawany jest za znamienite zasługi zarówno cywilne, jak i wojskowe, położone w czasie pokoju lub wojny, dla chwały i pożytku Rzeczypospolitej Polskiej.
Pierwszym kawalerem Orderu Orła Białego po jego przywróceniu w III RP został z urzędu prezydent Lech Wałęsa (stając się 1321. kawalerem orderu w historii), pierwszym odznaczonym papież Jan Paweł II, pierwszym odznaczonym cudzoziemcem król Szwecji Karol XVI Gustaw, pierwszą odznaczoną kobietą Zofia Morawska, a pierwszym odznaczonym pośmiertnie prymas Polski Stefan Wyszyński. W przypadku Polaków wyróżniano m.in. przywódców Polskiego Państwa Podziemnego, żołnierzy okresu II wojny światowej, działaczy opozycji w okresie PRL, naukowców, ludzi kultury i sztuki, duchownych, w późniejszym czasie również działaczy politycznych III RP. W przypadku cudzoziemców wyróżniano przede wszystkim urzędujące głowy państwa.
Największa grupa osób została jednorazowo uhonorowana w ramach obchodów 100-lecia odzyskania niepodległości przez Polskę (uroczystość odbyła się 11 listopada 2018). Prezydent Andrzej Duda odznaczył wówczas pośmiertnie Orderem Orła Białego 25 polskich przedstawicieli kultury, nauki, sportu, działaczy politycznych, społecznych i religijnych.
Według informacji medialnych przyjęcia Orderu Orła Białego odmówił w 1994 Jerzy Giedroyc (postanowienie o nadaniu mu tego orderu nie zostało formalnie wydane). Przyjęcia przyznanych pośmiertnie przez Aleksandra Kwaśniewskiego orderów odmówiły rodziny Kazimierza Pużaka (1996) i Zbigniewa Herberta (1998). Nadane wówczas ordery zostały przekazane przedstawicielom ich rodzin dopiero przez Lecha Kaczyńskiego, odpowiednio w 2009 i w 2007.

## Prezydenci i statystyka odznaczeń
| Prezydent (kawaler Orderu Orła Białego) | Prezydent (kawaler Orderu Orła Białego) | Lata urzędowania | Liczba odznaczonych | Dane szczegółowe | Dane szczegółowe | Dane szczegółowe | Dane szczegółowe | Dane szczegółowe | Dane szczegółowe |
| Prezydent (kawaler Orderu Orła Białego) | Prezydent (kawaler Orderu Orła Białego) | Lata urzędowania | Liczba odznaczonych | Polacy           | Cudzoziemcy      | Kobiety          | Mężczyźni        | Żyjącym          | Pośmiertnie      |
| --------------------------------------- | --------------------------------------- | ---------------- | ------------------- | ---------------- | ---------------- | ---------------- | ---------------- | ---------------- | ---------------- |
| Lech Wałęsa                             | Lech Wałęsa                             | 1990–1995        | 40                  | 32               | 8                | 5                | 35               | 27               | 13               |
| Aleksander Kwaśniewski                  | Aleksander Kwaśniewski                  | 1995–2005        | 68                  | 27               | 41               | 10               | 58               | 61               | 7                |
| Lech Kaczyński                          | Lech Kaczyński                          | 2005–2010        | 29                  | 22               | 7                | 1                | 28               | 16               | 13               |
| Bronisław Komorowski                    | Bronisław Komorowski                    | 2010–2015        | 38                  | 23               | 15               | 4                | 34               | 36               | 2                |
| Andrzej Duda                            | Andrzej Duda                            | 2015–2025        | 108                 | 84               | 24               | 18               | 90               | 72               | 36               |
| Karol Nawrocki                          | Karol Nawrocki                          | od 2025          | 0                   | 0                | 0                | 0                | 0                | 0                | 0                |
| Razem                                   | Razem                                   | Razem            | 283                 | 188              | 95               | 38               | 245              | 212              | 71               |

## Odznaczeni Polacy

### Przez Lecha Wałęsę
| Odznaczony                 | Odznaczony                               | Profesja lub funkcja | Postanowienie     |
| -------------------------- | ---------------------------------------- | --- | ----------------- |
| Jan Paweł II               | Jan Paweł II                             | duchowny katolicki, arcybiskup krakowski i kardynał, następnie papież                                                                                               | 3 maja 1993       |
| Stanisław Maczek           | Stanisław Maczek                         | generał broni, w okresie II wojny światowej dowódca polskich jednostek wojskowych w ramach PSZ                                                                      | 19 stycznia 1994  |
| Witold Lutosławski         | Witold Lutosławski                       | kompozytor, dyrygent i pianista | 19 stycznia 1994  |
| Adam Bień                  | Adam Bień                                | prawnik, działacz ruchu ludowego, członek władz Polskiego Państwa Podziemnego                                                                                       | 3 maja 1994       |
| Aleksander Gieysztor       | Aleksander Gieysztor                     | powstaniec warszawski, historyk, mediewista, profesor, dyrektor Zamku Królewskiego w Warszawie                                                                      | 3 maja 1994       |
| Czesław Miłosz             | Czesław Miłosz                           | poeta, prozaik, eseista, laureat Nagrody Nobla w dziedzinie literatury                                                                                              | 3 maja 1994       |
| Zofia Morawska             | Zofia Morawska                           | działaczka społeczna związana z Towarzystwem Opieki nad Ociemniałymi w Laskach                                                                                      | 3 maja 1994       |
| Jan Nowak-Jeziorański      | Jan Nowak-Jeziorański                    | cichociemny, kurier Komendy Głównej Armii Krajowej, dyrektor Rozgłośni Polskiej RWE                                                                                 | 3 maja 1994       |
| Stanisław Stomma           | Stanisław Stomma                         | prawnik, publicysta, poseł na Sejm PRL, senator, przewodniczący Prymasowskiej Rady Społecznej                                                                       | 3 maja 1994       |
| Jerzy Turowicz             | Jerzy Turowicz                           | dziennikarz i publicysta, wieloletni redaktor naczelny „Tygodnika Powszechnego”                                                                                     | 3 maja 1994       |
| Stefan Wyszyński           | Stefan Wyszyński (pośmiertnie)           | duchowny katolicki, arcybiskup gnieźnieński i warszawski, kardynał, prymas Polski (zm. 1981)                                                                        | 3 maja 1994       |
| Jan Zamoyski               | Jan Tomasz Zamoyski                      | ostatni ordynat Ordynacji Zamojskiej, działacz społeczny, senator                                                                                                   | 3 maja 1995       |
| Barbara Skarga             | Barbara Skarga                           | łączniczka Armii Krajowej, profesor, filozof | 3 maja 1995       |
| Stanisław Broniewski       | Stanisław Broniewski                     | działacz harcerski, naczelnik Szarych Szeregów, powstaniec warszawski, przewodniczący Rady Ochrony Pamięci Walk i Męczeństwa                                        | 3 maja 1995       |
| Jan Karski                 | Jan Karski                               | kurier Polskiego Państwa Podziemnego, świadek Holocaustu | 3 maja 1995       |
| Władysław Anders           | Władysław Anders (pośmiertnie)           | generał broni, naczelny wódz PSZ (zm. 1970) | 11 listopada 1995 |
| Tadeusz Bór-Komorowski     | Tadeusz Bór-Komorowski (pośmiertnie)     | generał dywizji, komendant główny Armii Krajowej, premier Rządu RP na uchodźstwie (zm. 1966)                                                                        | 11 listopada 1995 |
| Leopold Okulicki           | Leopold Okulicki (pośmiertnie)           | generał brygady, komendant główny Armii Krajowej (zm. 1946) | 11 listopada 1995 |
| Stefan Rowecki             | Stefan Rowecki (pośmiertnie)             | generał dywizji, komendant główny Związku Walki Zbrojnej i Armii Krajowej (zm. 1944)                                                                                | 11 listopada 1995 |
| Jan Rzepecki               | Jan Rzepecki (pośmiertnie)               | delegat Sił Zbrojnych na Kraj, prezes organizacji Wolność i Niezawisłość (zm. 1983)                                                                                 | 11 listopada 1995 |
| Kazimierz Sosnkowski       | Kazimierz Sosnkowski (pośmiertnie)       | legionista, minister, generał broni, komendant główny ZWZ, naczelny wódz PSZ (zm. 1969)                                                                             | 11 listopada 1995 |
| Jan Skorobohaty-Jakubowski | Jan Skorobohaty-Jakubowski (pośmiertnie) | generał brygady, delegat Rządu na Kraj (zm. 1955) | 29 listopada 1995 |
| Adolf Bniński              | Adolf Rafał Bniński (pośmiertnie)        | ziemianin, wojewoda i parlamentarzysta, główny delegat Rządu RP na ziemie wcielone do III Rzeszy (zm. 1942)                                                         | 29 listopada 1995 |
| Cyryl Ratajski             | Cyryl Ratajski (pośmiertnie)             | prezydent Poznania, minister, delegat Rządu na Kraj (zm. 1942) | 29 listopada 1995 |
| Jan Piekałkiewicz          | Jan Piekałkiewicz (pośmiertnie)          | ekonomista, działacz ruchu ludowego, delegat Rządu na Kraj (zm. 1943)                                                                                               | 29 listopada 1995 |
| Jan Stanisław Jankowski    | Jan Stanisław Jankowski (pośmiertnie)    | minister i parlamentarzysta, delegat Rządu na Kraj (zm. 1953) | 29 listopada 1995 |
| Stefan Korboński           | Stefan Korboński (pośmiertnie)           | publicysta, delegat Rządu na Kraj, poseł na Sejm Ustawodawczy (zm. 1989)                                                                                            | 29 listopada 1995 |
| Władysław Bartoszewski     | Władysław Bartoszewski                   | żołnierz Armii Krajowej, więzień Auschwitz, powstaniec warszawski, publicysta, minister spraw zagranicznych, senator                                                | 1 grudnia 1995    |
| Zbigniew Brzeziński        | Zbigniew Brzeziński                      | politolog, sowietolog, doradca prezydenta USA Jimmy’ego Cartera | 1 grudnia 1995    |
| Tadeusz Mazowiecki         | Tadeusz Mazowiecki                       | publicysta, działacz katolicki, redaktor naczelny „Tygodnika Solidarność”, ostatni premier PRL i pierwszy premier III Rzeczypospolitej, poseł na Sejm PRL i Sejm RP | 1 grudnia 1995    |
| Elżbieta Zawacka           | Elżbieta Zawacka                         | kurierka Komendy Głównej Armii Krajowej, jedyna kobieta w szeregach cichociemnych, powstaniec warszawski, generał brygady, profesor                                 | 1 grudnia 1995    |
| Tadeusz Żenczykowski       | Tadeusz Żenczykowski                     | parlamentarzysta, powstaniec warszawski, zastępca dyrektora Rozgłośni Polskiej RWE                                                                                  | 1 grudnia 1995    |

### Przez Aleksandra Kwaśniewskiego
| Odznaczony                                                       | Odznaczony                                 | Profesja lub funkcja | Postanowienie     |
| ---------------------------------------------------------------- | ------------------------------------------ | --- | ----------------- |
| Mira Zimińska-Sygietyńska                                        | Mira Zimińska-Sygietyńska                  | aktorka, wieloletnia dyrektor Państwowego Zespołu Pieśni i Tańca „Mazowsze”                                                                      | 21 lutego 1996    |
| Włodzimierz Reczek                                               | Włodzimierz Reczek                         | działacz partyjny, poseł do KRN, na Sejm Ustawodawczy i Sejm PRL, prezes Polskiego Komitetu Olimpijskiego, prezes Polskiego Związku Piłki Nożnej | 27 lutego 1996    |
| Franciszek Kamiński                                              | Franciszek Kamiński                        | generał dywizji, komendant główny Batalionów Chłopskich, poseł do KRN i na Sejm Ustawodawczy                                                     | 3 maja 1996       |
| Stanisław Lem                                                    | Stanisław Lem                              | pisarz, filozof i futurolog, przedstawiciel nurtu fantastyki naukowej, przewodniczący Społecznego Komitetu Odnowy Zabytków Krakowa               | 12 września 1996  |
| Kajetan Dzierżykraj-Morawski                                     | Kajetan Dzierżykraj-Morawski (pośmiertnie) | minister, dyplomata (zm. 1972) | 11 listopada 1996 |
| Eugeniusz Kwiatkowski                                            | Eugeniusz Kwiatkowski (pośmiertnie)        | wicepremier i minister, poseł na Sejm Ustawodawczy (zm. 1974)                                                                                    | 11 listopada 1996 |
| Tadeusz Pełczyński                                               | Tadeusz Pełczyński (pośmiertnie)           | generał brygady, szef sztabu Komendy Głównej AK (zm. 1985)                                                                                       | 11 listopada 1996 |
| Kazimierz Pużak                                                  | Kazimierz Pużak (pośmiertnie)              | parlamentarzysta, komendant główny Gwardii Ludowej WRN, przewodniczący Rady Jedności Narodowej (zm. 1950)                                        | 11 listopada 1996 |
| Wojciech Korfanty                                                | Wojciech Korfanty (pośmiertnie)            | polski przywódca narodowy Górnego Śląska, wicepremier i parlamentarzysta (zm. 1939)                                                              | 3 maja 1997       |
| Stefan Swieżawski                                                | Stefan Swieżawski                          | historyk filozofii, profesor | 3 maja 1997       |
| Leszek Kołakowski                                                | Leszek Kołakowski                          | filozof religii, historyk filozofii i idei politycznych, publicysta, profesor                                                                    | 11 listopada 1997 |
| Jacek Kuroń                                                      | Jacek Kuroń                                | działacz opozycji w PRL, minister, poseł na Sejm RP                                                                                              | 6 marca 1998      |
| Karol Modzelewski                                                | Karol Modzelewski                          | historyk, działacz opozycji w PRL, profesor, senator                                                                                             | 6 marca 1998      |
| Marek Edelman                                                    | Marek Edelman                              | jeden z przywódców powstania w getcie warszawskim, kardiolog                                                                                     | 14 kwietnia 1998  |
| Gustaw Herling-Grudziński (zdjęcie z okresu izolacji więziennej) | Gustaw Herling-Grudziński                  | pisarz, eseista, krytyk literacki | 5 czerwca 1998    |
| Rzeźba głowy Andrzeja Ciechanowieckiego                          | Andrzej Ciechanowiecki                     | historyk sztuki, mecenas kultury, antykwariusz, filantrop                                                                                        | 15 sierpnia 1998  |
| Zbigniew Herbert                                                 | Zbigniew Herbert (pośmiertnie)             | poeta, eseista, dramatopisarz (zm. 1998) | 30 lipca 1998     |
| Bolesław Wierzbiański (z prawej)                                 | Bolesław Wierzbiański                      | dziennikarz, działacz polonijny, wydawca, redaktor naczelny „Nowego Dziennika”                                                                   | 9 września 1999   |
|                                                                  | Józef Tischner                             | duchowny katolicki, filozof, profesor | 14 września 1999  |
| Krzysztof Skubiszewski                                           | Krzysztof Skubiszewski                     | profesor, minister spraw zagranicznych | 7 grudnia 1999    |
| Jan Kułakowski                                                   | Jan Kułakowski                             | dyplomata, rządowy pełnomocnik ds. negocjacji Polski z Unią Europejską                                                                           | 3 maja 2002       |
| Bronisław Geremek                                                | Bronisław Geremek                          | działacz opozycji w PRL, historyk, profesor, minister spraw zagranicznych, poseł na Sejm RP                                                      | 11 listopada 2002 |
| Irena Sendlerowa                                                 | Irena Sendlerowa                           | działaczka społeczna, organizatorka pomocy Żydom w okresie II wojny światowej, stojąca na czele oddziału dziecięcego Żegoty                      | 10 listopada 2003 |
| Jerzy Kłoczowski (z lewej)                                       | Jerzy Kłoczowski                           | powstaniec warszawski, historyk, profesor, senator                                                                                               | 11 listopada 2004 |
| Wiesław Chrzanowski                                              | Wiesław Chrzanowski                        | powstaniec warszawski, prawnik, profesor, marszałek Sejmu, minister, poseł na Sejm RP i senator                                                  | 3 maja 2005       |
| Leszek Balcerowicz                                               | Leszek Balcerowicz                         | ekonomista, wicepremier i minister, poseł na Sejm RP, prezes Narodowego Banku Polskiego                                                          | 11 listopada 2005 |
| Krzysztof Penderecki                                             | Krzysztof Penderecki                       | kompozytor, dyrygent, pedagog muzyczny, profesor, rektor Akademii Muzycznej w Krakowie                                                           | 11 listopada 2005 |

### Przez Lecha Kaczyńskiego
| Odznaczony                  | Odznaczony                              | Profesja lub funkcja | Postanowienie        |
| --------------------------- | --------------------------------------- | --- | -------------------- |
| Ignacy Tokarczuk (z prawej) | Ignacy Tokarczuk                        | duchowny katolicki, arcybiskup przemyski | 3 maja 2006          |
| Anna Walentynowicz          | Anna Walentynowicz                      | działaczka opozycji w PRL | 3 maja 2006          |
| Andrzej Gwiazda             | Andrzej Gwiazda                         | publicysta, działacz opozycji w PRL, współzałożyciel Wolnych Związków Zawodowych Wybrzeża                                                                  | 3 maja 2006          |
| August Emil Fieldorf        | August Emil Fieldorf (pośmiertnie)      | generał brygady, organizator i dowódca Kedywu, zastępca Komendanta Głównego AK, dowódca organizacji NIE (zm. 1953)                                         | 27 lipca 2006        |
| Witold Pilecki              | Witold Pilecki (pośmiertnie)            | rotmistrz kawalerii, żołnierz Armii Krajowej, więzień i organizator ruchu oporu w Auschwitz, autor pierwszych na świecie raportów o Holokauście (zm. 1948) | 27 lipca 2006        |
| Jan Józef Lipski            | Jan Józef Lipski (pośmiertnie)          | publicysta, krytyk i historyk literatury, działacz opozycji w PRL, przewodniczący PPS, senator (zm. 1991)                                                  | 21 września 2006     |
|                             | Andrzej Maria Deskur                    | duchowny katolicki, kardynał | 10 października 2006 |
| Kazimierz Majdański         | Kazimierz Majdański                     | duchowny katolicki, biskup szczecińsko-kamieński, arcybiskup ad personam                                                                                   | 11 listopada 2006    |
| Łukasz Ciepliński           | Łukasz Ciepliński (pośmiertnie)         | prezes organizacji Wolność i Niezawisłość (zm. 1951) | 3 maja 2007          |
| Gustaw Holoubek             | Gustaw Holoubek (pośmiertnie)           | aktor, reżyser, dyrektor teatrów, prezes Stowarzyszenia Polskich Artystów Teatru i Filmu, poseł na Sejm PRL, senator (zm. 2008)                            | 11 marca 2008        |
| Stanisław Brzóska           | Stanisław Brzóska (pośmiertnie)         | duchowny katolicki, naczelny kapelan powstania styczniowego (zm. 1865)                                                                                     | 23 maja 2008         |
| Wincenty Kwieciński         | Wincenty Kwieciński (pośmiertnie)       | prezes organizacji Wolność i Niezawisłość (zm. 1984) | 5 sierpnia 2008      |
| Franciszek Niepokólczycki   | Franciszek Niepokólczycki (pośmiertnie) | prezes organizacji Wolność i Niezawisłość (zm. 1974) | 5 sierpnia 2008      |
| Bogusław Nizieński          | Bogusław Nizieński                      | żołnierz Armii Krajowej, sędzia Sądu Najwyższego, rzecznik interesu publicznego                                                                            | 25 sierpnia 2008     |
| Henryk Gulbinowicz          | Henryk Gulbinowicz                      | duchowny katolicki, arcybiskup wrocławski, kardynał | 17 października 2008 |
| Zbigniew Religa             | Zbigniew Religa                         | kardiochirurg, profesor, minister, senator i poseł na Sejm RP                                                                                              | 18 listopada 2008    |
| Andrzej Stelmachowski       | Andrzej Stelmachowski (pośmiertnie)     | prawnik, profesor, marszałek Senatu, minister i senator, inicjator Wspólnoty Polskiej (zm. 2009)                                                           | 7 kwietnia 2009      |
| Jan Olszewski               | Jan Olszewski                           | powstaniec warszawski, prawnik, działacz opozycji w PRL, premier, poseł na Sejm RP                                                                         | 3 maja 2009          |
| Jerzy Popiełuszko           | Jerzy Popiełuszko (pośmiertnie)         | duchowny katolicki, kapelan warszawskiej „Solidarności” (zm. 1984)                                                                                         | 13 października 2009 |
| Józef Glemp                 | Józef Glemp                             | duchowny katolicki, arcybiskup gnieźnieński i warszawski, kardynał, prymas Polski                                                                          | 18 grudnia 2009      |
| Henryk Sławik               | Henryk Sławik (pośmiertnie)             | dziennikarz, organizator pomocy Żydom w okresie II wojny światowej na Węgrzech (zm. 1944)                                                                  | 23 lutego 2010       |
| Stefan Starzyński           | Stefan Starzyński (pośmiertnie)         | prezydent Warszawy, parlamentarzysta (zm. 1943) | 28 marca 2010        |

### Przez Bronisława Komorowskiego
| Odznaczony             | Odznaczony                    | Profesja lub funkcja | Postanowienie        |
| ---------------------- | ----------------------------- | --- | -------------------- |
| Ignacy Skorupka        | Ignacy Skorupka (pośmiertnie) | duchowny katolicki, kapelan Wojska Polskiego, uczestnik Bitwy Warszawskiej (zm. 1920)                                               | 11 sierpnia 2010     |
| Henryk Mikołaj Górecki | Henryk Mikołaj Górecki        | kompozytor, profesor, rektor Państwowej Wyższej Szkoły Muzycznej w Katowicach                                                       | 15 września 2010     |
| Jan Krzysztof Bielecki | Jan Krzysztof Bielecki        | ekonomista, bankowiec, premier, minister, poseł na Sejm RP                                                                          | 20 września 2010     |
| Aleksander Hall        | Aleksander Hall               | publicysta, działacz opozycji w PRL, minister, poseł na Sejm RP                                                                     | 20 września 2010     |
| Adam Michnik           | Adam Michnik                  | publicysta, działacz opozycji w PRL, redaktor naczelny „Gazety Wyborczej”, poseł na Sejm RP                                         | 20 września 2010     |
| Jan Ekier              | Jan Ekier                     | pianista, kompozytor, profesor, wielokrotny juror Konkursów Chopinowskich                                                           | 29 września 2010     |
| Stefan Stuligrosz      | Stefan Stuligrosz             | dyrygent, profesor, twórca Chóru Chłopięco-Męskiego „Poznańskie Słowiki”                                                            | 5 października 2010  |
| Gerard Labuda          | Gerard Labuda (pośmiertnie)   | historyk, profesor, rektor Uniwersytetu im. Adama Mickiewicza w Poznaniu, prezes Polskiej Akademii Umiejętności (zm. 2010)          | 6 października 2010  |
| Henryk Samsonowicz     | Henryk Samsonowicz            | historyk, profesor, rektor Uniwersytetu Warszawskiego, minister                                                                     | 19 października 2010 |
| Alojzy Orszulik        | Alojzy Orszulik               | duchowny katolicki, biskup łowicki                                                                                                  | 4 listopada 2010     |
| Wisława Szymborska     | Wisława Szymborska            | poetka, eseistka, tłumaczka, laureatka Nagrody Nobla w dziedzinie literatury                                                        | 13 stycznia 2011     |
| Andrzej Wajda          | Andrzej Wajda                 | reżyser filmowy i teatralny, senator, laureat Oscara, prezes Stowarzyszenia Filmowców Polskich                                      | 18 marca 2011        |
|                        | Zbigniew Radwański            | prawnik, profesor, rektor Uniwersytetu im. Adama Mickiewicza w Poznaniu                                                             | 29 kwietnia 2011     |
| Zbigniew Romaszewski   | Zbigniew Romaszewski          | działacz opozycji w PRL, senator | 9 listopada 2011     |
| Tadeusz Gocłowski      | Tadeusz Gocłowski             | duchowny katolicki, arcybiskup gdański                                                                                              | 9 listopada 2011     |
| Andrzej Wielowieyski   | Andrzej Wielowieyski          | działacz katolicki, działacz opozycji w PRL, poseł na Sejm RP, senator, eurodeputowany                                              | 9 listopada 2011     |
| Jerzy Regulski         | Jerzy Regulski                | ekonomista, profesor, senator, główny autor reformy samorządowej z 1990                                                             | 16 kwietnia 2012     |
| Władysław Findeisen    | Władysław Findeisen           | powstaniec warszawski, automatyk, profesor, rektor Politechniki Warszawskiej, przewodniczący Prymasowskiej Rady Społecznej, senator | 18 kwietnia 2012     |
| Wojciech Kilar         | Wojciech Kilar                | pianista i kompozytor, twórca muzyki filmowej                                                                                       | 18 kwietnia 2012     |
| Jerzy Buzek            | Jerzy Buzek                   | chemik, profesor, działacz opozycji w PRL, premier, poseł na Sejm RP, przewodniczący Parlamentu Europejskiego                       | 6 listopada 2012     |
| Adam Strzembosz        | Adam Strzembosz               | prawnik, profesor, działacz opozycji w PRL, pierwszy prezes Sądu Najwyższego, przewodniczący Krajowej Rady Sądownictwa              | 6 listopada 2012     |
| Michał Heller          | Michał Heller                 | duchowny katolicki, profesor, filozof, fizyk                                                                                        | 15 kwietnia 2014     |
| Hanna Suchocka         | Hanna Suchocka                | prawniczka, dyplomata, premier, minister, posłanka na Sejm PRL i RP                                                                 | 13 maja 2014         |

### Przez Andrzeja Dudę
| Odznaczony                        | Odznaczony                                 | Profesja lub funkcja | Postanowienie        |
| --------------------------------- | ------------------------------------------ | --- | -------------------- |
| Irena Kirszenstein-Szewińska      | Irena Kirszenstein-Szewińska               | lekkoatletka, wielokrotna medalistka olimpijska, działaczka sportowa, prezes Polskiego Związku Lekkiej Atletyki                                                                         | 28 kwietnia 2016     |
| Michał Kleiber                    | Michał Kleiber                             | profesor, minister, prezes Polskiej Akademii Nauk | 28 kwietnia 2016     |
| Michał Lorenc                     | Michał Lorenc                              | kompozytor muzyki filmowej | 28 kwietnia 2016     |
| Wanda Półtawska                   | Wanda Półtawska                            | psychiatra, działaczka katolicka, więźniarka niemieckich obozów koncentracyjnych | 28 kwietnia 2016     |
| Zofia Romaszewska                 | Zofia Romaszewska                          | działaczka opozycji w PRL | 28 kwietnia 2016     |
| Bronisław Wildstein               | Bronisław Wildstein                        | dziennikarz, publicysta, współzałożyciel krakowskiego Studenckiego Komitetu Solidarności, prezes Telewizji Polskiej                                                                     | 28 kwietnia 2016     |
| Ryszard Gryglewski                | Ryszard Gryglewski                         | farmakolog, profesor, rektor Akademii Medycznej w Krakowie | 23 listopada 2016    |
| Marian Jaworski (z prawej)        | Marian Jaworski                            | duchowny katolicki, arcybiskup lwowski, kardynał | 19 stycznia 2017     |
| Stanisław Dziwisz                 | Stanisław Dziwisz                          | duchowny katolicki, arcybiskup krakowski, kardynał, sekretarz papieża Jana Pawła II | 27 stycznia 2017     |
| Adam Bujak                        | Adam Bujak                                 | fotograf | 12 kwietnia 2017     |
| Mieczysław Chorąży                | Mieczysław Chorąży                         | powstaniec warszawski, onkolog, profesor | 12 kwietnia 2017     |
|                                   | Zofia Teliga-Mertens                       | agronom, działaczka na rzecz repatriacji Polaków z Kazachstanu | 12 kwietnia 2017     |
| Mieczysław Tomaszewski            | Mieczysław Tomaszewski                     | muzykolog, profesor, dyrektor Pomorskiej Orkiestry Symfonicznej | 12 kwietnia 2017     |
|                                   | Jan Krzysztof Kelus                        | kompozytor, działacz opozycji w PRL, autor piosenek drugiego obiegu | 26 kwietnia 2017     |
|                                   | Mieczysław Stachiewicz                     | weteran II wojny światowej, honorowy prezes Instytutu Józefa Piłsudskiego | 6 maja 2017          |
|                                   | Bernard Czernecki                          | duchowny katolicki, kapelan górniczej „Solidarności”, działacz opozycji w PRL | 12 października 2017 |
| Franciszek Pieczka                | Franciszek Pieczka                         | aktor teatralny i filmowy | 12 października 2017 |
|                                   | Andrzej Pityński                           | rzeźbiarz, wykładowca akademicki, twórca rzeźb pomnikowych upamiętniających polski czyn niepodległościowy i historię Polski                                                             | 12 października 2017 |
|                                   | Szczepan Wesoły                            | duchowny katolicki, arcybiskup ad personam | 18 kwietnia 2018     |
|                                   | Maria Dzielska (pośmiertnie)               | historyk, filolog klasyczny, profesor, tłumaczka tekstów źródłowych (zm. 2018) | 3 sierpnia 2018      |
| Stefan Banach                     | Stefan Banach (pośmiertnie)                | matematyk, profesor, współtwórca lwowskiej szkoły matematycznej (zm. 1945) | 6 listopada 2018     |
| Antoni Baraniak                   | Antoni Baraniak (pośmiertnie)              | duchowny katolicki, arcybiskup poznański, sekretarz prymasów Augusta Hlonda i Stefana Wyszyńskiego (zm. 1977)                                                                           | 6 listopada 2018     |
| Juliusz Bursche                   | Juliusz Bursche (pośmiertnie)              | duchowny ewangelicki, biskup Kościoła Ewangelicko-Augsburskiego w RP (zm. 1942) | 6 listopada 2018     |
| Ignacy Daszyński                  | Ignacy Daszyński (pośmiertnie)             | działacz niepodległościowy, premier rządu lubelskiego, marszałek Sejmu, wicepremier, poseł do Rady Państwa i na Sejm RP (zm. 1936)                                                      | 6 listopada 2018     |
| Roman Dmowski                     | Roman Dmowski (pośmiertnie)                | publicysta, działacz niepodległościowy, współtwórca i ideolog Narodowej Demokracji, minister spraw zagranicznych, poseł do Dumy Państwowej Imperium Rosyjskiego i na Sejm RP (zm. 1939) | 6 listopada 2018     |
| Olga Drahonowska-Małkowska        | Olga Drahonowska-Małkowska (pośmiertnie)   | działaczka harcerska, współtwórczyni polskiego skautingu (zm. 1979) | 6 listopada 2018     |
| Szymon Fedorońko                  | Szymon Fedorońko (pośmiertnie)             | duchowny prawosławny, naczelny kapelan wyznania prawosławnego Wojska Polskiego (zm. 1940)                                                                                               | 6 listopada 2018     |
| Halina Konopacka                  | Halina Konopacka (pośmiertnie)             | lekkoatletka, zdobywczyni pierwszego dla Polski złotego medalu olimpijskiego (zm. 1989)                                                                                                 | 6 listopada 2018     |
| Hilary Koprowski                  | Hilary Koprowski (pośmiertnie)             | wirusolog, immunolog, profesor, twórca szczepionki przeciwko wirusowi polio (zm. 2013)                                                                                                  | 6 listopada 2018     |
| Janusz Korczak                    | Janusz Korczak (pośmiertnie)               | lekarz, pedagog, pisarz, działacz społeczny (zm. 1942) | 6 listopada 2018     |
| Wojciech Kossak                   | Wojciech Kossak (pośmiertnie)              | malarz, reprezentant nurtu historycznego i batalistycznego (zm. 1942) | 6 listopada 2018     |
| Zofia Kossak-Szczucka             | Zofia Kossak-Szczucka (pośmiertnie)        | pisarka, współtwórczyni FOP i Żegoty (zm. 1968) | 6 listopada 2018     |
| Leon Najman-Mirza Kryczyński      | Leon Najman-Mirza Kryczyński (pośmiertnie) | historyk, prawnik, działacz społeczności tatarskiej w Polsce (zm. 1939/1940) | 6 listopada 2018     |
| Kornel Makuszyński                | Kornel Makuszyński (pośmiertnie)           | poeta, prozaik, publicysta (zm. 1953) | 6 listopada 2018     |
| Andrzej Małkowski                 | Andrzej Małkowski (pośmiertnie)            | działacz harcerski, współtwórca polskiego skautingu (zm. 1919) | 6 listopada 2018     |
| Stanisław Mierzwa                 | Stanisław Mierzwa (pośmiertnie)            | prawnik, działacz ruchu ludowego, członek władz Polskiego Państwa Podziemnego (zm. 1985)                                                                                                | 6 listopada 2018     |
| Jędrzej Moraczewski               | Jędrzej Moraczewski (pośmiertnie)          | działacz niepodległościowy i związkowy, premier, minister, poseł do Rady Państwa i na Sejm RP (zm. 1944)                                                                                | 6 listopada 2018     |
| Leon Petrażycki                   | Leon Petrażycki (pośmiertnie)              | filozof, socjolog prawa, logik, profesor (zm. 1931) | 6 listopada 2018     |
| Maciej Rataj                      | Maciej Rataj (pośmiertnie)                 | działacz ruchu ludowego, marszałek Sejmu, zastępujący prezydenta RP, minister i poseł na Sejm RP (zm. 1940)                                                                             | 6 listopada 2018     |
| Władysław Reymont                 | Władysław Reymont (pośmiertnie)            | pisarz, prozaik, laureat Nagrody Nobla w dziedzinie literatury (zm. 1925) | 6 listopada 2018     |
| Maria Skłodowska-Curie            | Maria Skłodowska-Curie (pośmiertnie)       | uczona, specjalistka w zakresie fizyki i chemii, profesor, dwukrotna laureatka Nagrody Nobla w dziedzinach fizyki oraz chemii (zm. 1934)                                                | 6 listopada 2018     |
| Stanisław Sosabowski              | Stanisław Sosabowski (pośmiertnie)         | generał brygady, działacz niepodległościowy, organizator i dowódca 1 Samodzielnej Brygady Spadochronowej (zm. 1967)                                                                     | 6 listopada 2018     |
| Baruch Steinberg                  | Baruch Steinberg (pośmiertnie)             | rabin, naczelny rabin Wojska Polskiego (zm. 1940) | 6 listopada 2018     |
| Karol Szymanowski                 | Karol Szymanowski (pośmiertnie)            | kompozytor, pianista, pedagog (zm. 1937) | 6 listopada 2018     |
| Stefan Żeromski                   | Stefan Żeromski (pośmiertnie)              | pisarz, publicysta, dramaturg, pierwszy prezes polskiego PEN Clubu (zm. 1925) | 6 listopada 2018     |
| Stanisław Taczak                  | Stanisław Taczak (pośmiertnie)             | generał brygady, pierwszy naczelny dowódca powstania wielkopolskiego (zm. 1960) | 18 grudnia 2018      |
| Józef Dowbor-Muśnicki             | Józef Dowbor-Muśnicki (pośmiertnie)        | generał broni, drugi naczelny dowódca powstania wielkopolskiego (zm. 1937) | 20 grudnia 2018      |
| Czesław Bielecki                  | Czesław Bielecki                           | architekt, działacz opozycji w PRL, poseł na Sejm RP | 18 kwietnia 2019     |
| Wincenty Kućma (pierwszy z lewej) | Wincenty Kućma                             | rzeźbiarz, medalier, rysownik, profesor | 18 kwietnia 2019     |
| Władysław Siemaszko               | Władysław Siemaszko                        | żołnierz Armii Krajowej, prawnik, działacz kresowy, badacz rzezi wołyńskiej | 18 kwietnia 2019     |
| Kornel Morawiecki                 | Kornel Morawiecki                          | działacz opozycji w PRL, założyciel i przewodniczący Solidarności Walczącej, poseł na Sejm RP                                                                                           | 27 września 2019     |
| Andrzej Nowak                     | Andrzej Nowak                              | historyk, sowietolog, profesor | 24 października 2019 |
|                                   | Grażyna Świątecka                          | kardiolog, profesor, twórczyni telefonu zaufania „Anonimowy Przyjaciel” | 24 października 2019 |
| Zofia Posmysz                     | Zofia Posmysz                              | pisarka, scenarzystka, więźniarka niemieckich obozów koncentracyjnych | 24 stycznia 2020     |
| Wojciech Roszkowski               | Wojciech Roszkowski                        | ekonomista, historyk, profesor, autor publikacji z zakresu historii Polski, eurodeputowany                                                                                              | 22 kwietnia 2020     |
| Andrzej Kułakowski                | Andrzej Kułakowski                         | chirurg, onkolog, profesor, współtwórca chirurgii onkologicznej w Polsce | 22 kwietnia 2020     |
|                                   | Łucjan Królikowski (pośmiertnie)           | franciszkanin konwentualny, działacz społeczny i polonijny (zm. 2019) | 4 czerwca 2020       |
| Henryk Wujec                      | Henryk Wujec (pośmiertnie)                 | fizyk, społecznik, działacz opozycji w PRL, poseł na Sejm RP (zm. 2020) | 18 sierpnia 2020     |
|                                   | Franciszek Kokot (pośmiertnie)             | lekarz, nefrolog i endokrynolog, profesor, rektor Śląskiej Akademii Medycznej (zm. 2021)                                                                                                | 28 stycznia 2021     |
| Henryk J. Chmielewski             | Henryk J. Chmielewski (pośmiertnie)        | powstaniec warszawski, grafik, rysownik, autor serii komiksowej Tytus, Romek i A’Tomek (zm. 2021)                                                                                       | 28 stycznia 2021     |
| Alfons Zgrzebniok                 | Alfons Zgrzebniok (pośmiertnie)            | nauczyciel, komendant I i II powstania śląskiego, współzałożyciel Związku Powstańców Śląskich (zm. 1937)                                                                                | 2 maja 2021          |
| Leszek Długosz                    | Leszek Długosz                             | poeta, wykonawca poezji śpiewanej, artysta związany z Piwnicą pod Baranami | 2 listopada 2021     |
| Joanna Duda-Gwiazda               | Joanna Duda-Gwiazda                        | działaczka opozycji w PRL | 2 listopada 2021     |
| Adam Macedoński                   | Adam Macedoński                            | plastyk, działacz opozycji w PRL, współzałożyciel Niezależnego Komitetu Historycznego Badania Zbrodni Katyńskiej                                                                        | 2 listopada 2021     |
| Stanisław Małkowski               | Stanisław Małkowski                        | duchowny katolicki, kapelan „Solidarności” | 2 listopada 2021     |
| Portret Jana Polkowskiego         | Jan Polkowski                              | poeta, prozaik, działacz opozycji w PRL | 2 listopada 2021     |
| Marian Zembala                    | Marian Zembala (pośmiertnie)               | kardiochirurg, profesor, minister, poseł na Sejm RP (zm. 2022) | 25 marca 2022        |
| Ludwik Dorn                       | Ludwik Dorn (pośmiertnie)                  | publicysta, działacz opozycji w PRL, marszałek Sejmu, wicepremier i minister, poseł na Sejm RP (zm. 2022)                                                                               | 11 kwietnia 2022     |
| Antoni Lenkiewicz                 | Antoni Lenkiewicz                          | historyk, prawnik, publicysta, działacz opozycji w PRL | 20 kwietnia 2022     |
| Antoni Libin-Libera               | Antoni Libin-Libera                        | pisarz, tłumacz, reżyser teatralny, krytyk literacki | 20 kwietnia 2022     |
| Mirosław Chojecki                 | Mirosław Chojecki                          | wydawca, producent filmowy, działacz opozycji w PRL | 13 września 2022     |
| Antoni Macierewicz                | Antoni Macierewicz                         | historyk, działacz opozycji w PRL, poseł na Sejm RP, eurodeputowany, minister | 13 września 2022     |
| Piotr Naimski                     | Piotr Naimski                              | biochemik, działacz opozycji w PRL, poseł na Sejm RP | 13 września 2022     |
| Jacek Salij                       | Jacek Salij                                | duchowny katolicki, profesor, teolog, publicysta, działacz opozycji w PRL | 21 października 2022 |
|                                   | Stanisław Gebhardt                         | żołnierz Armii Krajowej, publicysta, działacz międzynarodowego ruchu chrześcijańsko-demokratycznego                                                                                     | 24 kwietnia 2023     |
| Joanna Wnuk-Nazarowa              | Joanna Wnuk-Nazarowa                       | dyrygent, kompozytor, pedagog, minister | 24 kwietnia 2023     |
| Franciszek Blachnicki             | Franciszek Blachnicki (pośmiertnie)        | duchowny katolicki, więzień niemieckich obozów koncentracyjnych, założyciel Ruchu Światło-Życie (zm. 1987)                                                                              | 19 maja 2023         |
|                                   | Jerzy Kalina                               | rzeźbiarz, scenograf, twórca instalacji | 11 października 2023 |
| Jerzy Maksymiuk                   | Jerzy Maksymiuk                            | dyrygent, pianista, kompozytor | 11 kwietnia 2024     |
| Jadwiga Puzynina                  | Jadwiga Puzynina                           | językoznawczyni, badaczka literatury, profesor, działaczka opozycji w PRL | 11 kwietnia 2024     |
| Henryk Skarżyński                 | Henryk Skarżyński                          | lekarz, otochirurg i otolog, profesor | 15 października 2024 |
| Ryszard Legutko                   | Ryszard Legutko                            | filozof, tłumacz, profesor, minister, senator, eurodeputowany | 15 października 2024 |
|                                   | Janusz Kapusta                             | malarz, rysownik | 28 kwietnia 2025     |
| Jerzy Kropiwnicki                 | Jerzy Kropiwnicki                          | ekonomista, działacz opozycji w PRL, minister, poseł na Sejm RP, prezydent Łodzi | 28 kwietnia 2025     |

### Przez Karola Nawrockiego
| Odznaczony | Profesja lub funkcja | Postanowienie |
| –          | –                    | –             |
| ---------- | -------------------- | ------------- |

## Odznaczeni cudzoziemcy

### Przez Lecha Wałęsę
| Odznaczony       | Odznaczony       | Profesja lub funkcja | Postanowienie        |
| ---------------- | ---------------- | -------------------- | -------------------- |
| Karol XVI Gustaw | Karol XVI Gustaw | król Szwecji         | 16 września 1993     |
| Václav Havel     | Václav Havel     | prezydent Czech      | 18 października 1993 |
| Mauno Koivisto   | Mauno Koivisto   | prezydent Finlandii  | 25 października 1993 |
| Süleyman Demirel | Süleyman Demirel | prezydent Turcji     | 28 października 1993 |
| Árpád Göncz      | Árpád Göncz      | prezydent Węgier     | 17 marca 1994        |
| Beatrycze        | Beatrycze        | królowa Niderlandów  | 29 września 1994     |
| Harald V         | Harald V         | król Norwegii        | 9 marca 1995         |
| Małgorzata II    | Małgorzata II    | królowa Danii        | 19 kwietnia 1995     |

### Przez Aleksandra Kwaśniewskiego
| Odznaczony                | Odznaczony                  | Profesja lub funkcja                                              | Postanowienie        |
| ------------------------- | --------------------------- | ----------------------------------------------------------------- | -------------------- |
| Algirdas Brazauskas       | Algirdas Brazauskas         | prezydent Litwy                                                   | 28 lutego 1996       |
| Elżbieta II               | Elżbieta II                 | królowa Wielkiej Brytanii                                         | 25 marca 1996        |
| Oscar Luigi Scalfaro      | Oscar Luigi Scalfaro        | prezydent Włoch                                                   | 4 czerwca 1996       |
| Jacques Chirac            | Jacques Chirac              | prezydent Francji                                                 | 9 września 1996      |
| Konstandinos Stefanopulos | Konstandinos Stefanopulos   | prezydent Grecji                                                  | 21 października 1996 |
| Martti Ahtisaari          | Martti Ahtisaari            | prezydent Finlandii                                               | 17 kwietnia 1997     |
| Guntis Ulmanis            | Guntis Ulmanis              | prezydent Łotwy                                                   | 28 kwietnia 1997     |
| Łeonid Kuczma             | Łeonid Kuczma               | prezydent Ukrainy                                                 | 16 maja 1997         |
| Michal Kováč              | Michal Kováč                | prezydent Słowacji                                                | 18 sierpnia 1997     |
| Jorge Sampaio             | Jorge Sampaio               | prezydent Portugalii                                              | 25 sierpnia 1997     |
| Lennart Meri              | Lennart Meri                | prezydent Estonii                                                 | 27 kwietnia 1998     |
| Thomas Klestil            | Thomas Klestil              | prezydent Austrii                                                 | 20 sierpnia 1998     |
| Helmut Kohl               | Helmut Kohl                 | kanclerz Niemiec                                                  | 29 września 1998     |
| Valdas Adamkus            | Valdas Adamkus              | prezydent Litwy                                                   | 31 marca 1999        |
| Albert II                 | Albert II                   | król Belgów                                                       | 10 maja 1999         |
| Paola (pierwsza z lewej)  | Paola                       | królowa Belgów                                                    | 10 maja 1999         |
| Lane Kirkland             | Lane Kirkland (pośmiertnie) | amerykański działacz związkowy (zm. 1999)                         | 17 sierpnia 1999     |
| Carlo Azeglio Ciampi      | Carlo Azeglio Ciampi        | prezydent Włoch                                                   | 10 marca 2000        |
| Tarja Halonen             | Tarja Halonen               | prezydent Finlandii                                               | 18 kwietnia 2001     |
| Bohdan Osadczuk           | Bohdan Osadczuk             | ukraiński publicysta i dziennikarz                                | 3 maja 2001          |
| Jan Karol I               | Jan Karol I                 | król Hiszpanii                                                    | 14 maja 2001         |
| Zofia                     | Zofia                       | królowa Hiszpanii                                                 | 14 maja 2001         |
| Ferenc Mádl               | Ferenc Mádl                 | prezydent Węgier                                                  | 26 czerwca 2001      |
| Fernando Henrique Cardoso | Fernando Henrique Cardoso   | prezydent Brazylii                                                | 21 lutego 2002       |
| Johannes Rau              | Johannes Rau                | prezydent Niemiec                                                 | 4 marca 2002         |
| Gerhard Schröder          | Gerhard Schröder            | kanclerz Niemiec                                                  | 4 marca 2002         |
| Arnold Rüütel             | Arnold Rüütel               | prezydent Estonii                                                 | 12 marca 2002        |
| Rudolf Schuster           | Rudolf Schuster             | prezydent Słowacji                                                | 22 kwietnia 2002     |
| Nursułtan Nazarbajew      | Nursułtan Nazarbajew        | prezydent Kazachstanu                                             | 20 maja 2002         |
| Akihito                   | Akihito                     | cesarz Japonii                                                    | 3 lipca 2002         |
| Michiko                   | Michiko                     | cesarzowa Japonii                                                 | 3 lipca 2002         |
| Milan Kučan               | Milan Kučan                 | prezydent Słowenii                                                | 10 września 2002     |
| Vaira Vīķe-Freiberga      | Vaira Vīķe-Freiberga        | prezydent Łotwy                                                   | 19 lutego 2003       |
| Karl Dedecius             | Karl Dedecius               | niemiecki tłumacz, popularyzator literatury polskiej i rosyjskiej | 3 maja 2003          |
| Sonja                     | Sonja                       | królowa Norwegii                                                  | 15 września 2003     |
| Ion Iliescu               | Ion Iliescu                 | prezydent Rumunii                                                 | 6 października 2003  |
| Robert Koczarian          | Robert Koczarian            | prezydent Armenii                                                 | 30 sierpnia 2004     |
| Roh Moo-hyun              | Roh Moo-hyun                | prezydent Republiki Korei                                         | 3 grudnia 2004       |
| Kwon Yang-suk (z lewej)   | Kwon Yang-suk               | małżonka prezydenta Republiki Korei                               | 3 grudnia 2004       |
| Wiktor Juszczenko         | Wiktor Juszczenko           | prezydent Ukrainy                                                 | 11 kwietnia 2005     |
| Horst Köhler              | Horst Köhler                | prezydent Niemiec                                                 | 30 sierpnia 2005     |

### Przez Lecha Kaczyńskiego
| Odznaczony                         | Odznaczony                         | Profesja lub funkcja                                   | Postanowienie    |
| ---------------------------------- | ---------------------------------- | ------------------------------------------------------ | ---------------- |
| Abd Allah ibn Abd al-Aziz Al Su’ud | Abd Allah ibn Abd al-Aziz Al Su’ud | król Arabii Saudyjskiej                                | 20 czerwca 2007  |
| Václav Klaus                       | Václav Klaus                       | prezydent Czech                                        | 10 lipca 2007    |
| Ronald Reagan                      | Ronald Reagan (pośmiertnie)        | prezydent Stanów Zjednoczonych w latach 80. (zm. 2004) | 12 lipca 2007    |
| Edward Fenech Adami                | Edward Fenech Adami                | prezydent Malty                                        | 23 stycznia 2009 |
| Ivan Gašparovič                    | Ivan Gašparovič                    | prezydent Słowacji                                     | 18 lutego 2009   |
| Traian Băsescu                     | Traian Băsescu                     | prezydent Rumunii                                      | 3 marca 2009     |
| László Sólyom                      | László Sólyom                      | prezydent Węgier                                       | 20 marca 2009    |

### Przez Bronisława Komorowskiego
| Odznaczony           | Odznaczony           | Profesja lub funkcja                                                                  | Postanowienie     |
| -------------------- | -------------------- | ------------------------------------------------------------------------------------- | ----------------- |
| Sylwia               | Sylwia               | królowa Szwecji                                                                       | 29 kwietnia 2011  |
| Aníbal Cavaco Silva  | Aníbal Cavaco Silva  | prezydent Portugalii                                                                  | 18 kwietnia 2012  |
| Giorgio Napolitano   | Giorgio Napolitano   | prezydent Włoch                                                                       | 6 czerwca 2012    |
| Norman Davies        | Norman Davies        | brytyjski historyk, autor prac dotyczących historii Europy, Polski i Wysp Brytyjskich | 6 listopada 2012  |
| François Hollande    | François Hollande    | prezydent Francji                                                                     | 15 listopada 2012 |
| Andris Bērziņš       | Andris Bērziņš       | prezydent Łotwy                                                                       | 21 listopada 2012 |
| Ivo Josipović        | Ivo Josipović        | prezydent Chorwacji                                                                   | 11 maja 2013      |
| Karolos Papulias     | Karolos Papulias     | prezydent Grecji                                                                      | 8 lipca 2013      |
| Toomas Hendrik Ilves | Toomas Hendrik Ilves | prezydent Estonii                                                                     | 7 marca 2014      |
| Henryk               | Henryk               | wielki książę Luksemburga                                                             | 30 kwietnia 2014  |
| Wilhelm-Aleksander   | Wilhelm-Aleksander   | król Niderlandów                                                                      | 23 czerwca 2014   |
| Máxima Zorreguieta   | Maksyma              | królowa Niderlandów                                                                   | 23 czerwca 2014   |
| Rosen Plewneliew     | Rosen Plewneliew     | prezydent Bułgarii                                                                    | 14 listopada 2014 |
| Petro Poroszenko     | Petro Poroszenko     | prezydent Ukrainy                                                                     | 16 grudnia 2014   |
| Sauli Niinistö       | Sauli Niinistö       | prezydent Finlandii                                                                   | 30 marca 2015     |

### Przez Andrzeja Dudę
| Odznaczony               | Odznaczony               | Profesja lub funkcja                                                             | Postanowienie        |
| ------------------------ | ------------------------ | -------------------------------------------------------------------------------- | -------------------- |
| Filip I                  | Filip I                  | król Belgów                                                                      | 7 października 2015  |
| Matylda                  | Matylda                  | królowa Belgów                                                                   | 7 października 2015  |
| Miloš Zeman              | Miloš Zeman              | prezydent Czech                                                                  | 10 marca 2016        |
| Klaus Iohannis           | Klaus Iohannis           | prezydent Rumunii                                                                | 6 lipca 2016         |
| Szewach Weiss            | Szewach Weiss            | izraelski polityk i profesor, przewodniczący Knesetu, ambasador Izraela w Polsce | 14 grudnia 2016      |
| Prokopis Pawlopulos      | Prokopis Pawlopulos      | prezydent Grecji                                                                 | 18 listopada 2017    |
| Dalia Grybauskaitė       | Dalia Grybauskaitė       | prezydent Litwy                                                                  | 19 lutego 2019       |
| János Áder               | János Áder               | prezydent Węgier                                                                 | 11 marca 2019        |
| Andrej Kiska             | Andrej Kiska             | prezydent Słowacji                                                               | 9 maja 2019          |
| Nikos Anastasiadis       | Nikos Anastasiadis       | prezydent Cypru                                                                  | 4 października 2021  |
| Wołodymyr Zełenski       | Wołodymyr Zełenski       | prezydent Ukrainy                                                                | 11 kwietnia 2022     |
| Kolinda Grabar-Kitarović | Kolinda Grabar-Kitarović | chorwacka polityk, minister, prezydent Chorwacji                                 | 17 maja 2022         |
| Stewo Pendarowski        | Stewo Pendarowski        | prezydent Macedonii Północnej                                                    | 18 października 2022 |
| Egils Levits             | Egils Levits             | prezydent Łotwy                                                                  | 26 stycznia 2023     |
| Sergio Mattarella        | Sergio Mattarella        | prezydent Włoch                                                                  | 12 kwietnia 2023     |
| Gitanas Nausėda          | Gitanas Nausėda          | prezydent Litwy                                                                  | 29 czerwca 2023      |
| Yoon Suk-yeol            | Yoon Suk-yeol            | prezydent Republiki Korei                                                        | 10 lipca 2023        |
| Marcelo Rebelo de Sousa  | Marcelo Rebelo de Sousa  | prezydent Portugalii                                                             | 11 sierpnia 2023     |
| Zuzana Čaputová          | Zuzana Čaputová          | prezydent Słowacji                                                               | 5 kwietnia 2024      |
| Tamim ibn Hamad Al Sani  | Tamim ibn Hamad Al Sani  | emir Kataru                                                                      | 1 lipca 2024         |
| Abd Allah II ibn Husajn  | Abd Allah II ibn Husajn  | król Jordanii                                                                    | 15 listopada 2024    |
| Edgars Rinkēvičs         | Edgars Rinkēvičs         | prezydent Łotwy                                                                  | 18 lutego 2025       |
| John T. Dunlap           | John T. Dunlap           | wielki mistrz Zakonu Maltańskiego                                                | 5 marca 2025         |
| Alar Karis               | Alar Karis               | prezydent Estonii                                                                | 31 marca 2025        |

### Przez Karola Nawrockiego
| Odznaczony | Profesja lub funkcja | Postanowienie |
| –          | –                    | –             |
| ---------- | -------------------- | ------------- |